# Carl N. Hansen
Carl N. Hansen er forfatter til bogen På kanten.
På kanten er en børne/ungdomsbog, der, som en anmelder var inde på: sparker røv.
Der tales uendelig meget om udkantsdanmark. Nogle vil ligefrem have landsbyerne nedlagt. Det påvirker de menneske, der bor i udkantsdanmark, det påvirker også landsbyernes børn og unge, det hører vi bare ikke så meget om. Carl N. Hansen har beskrevet det fint, råt og realistisk i bogen "På kanten". "På kanten" er endt med at blive en bog, som store børn og unge bør læse -måske sammen med en voksen.
16-årige Sander er bogens JEG, men det bliver Sanders kammerat, Noah, der på en fin måde bliver bogens hovedperson. Skrækkelige Noah, som kun åbner sig for ganske få og giver dem et glimt af sit fine og skrøbelige sind.
Carl N. Hansen har en ny bog på vej. Man kan kun håbe på, at personerne bag Carl N. Hansen næste gang bedre vil forstå, at få givet bogen den opmærksomhed og omtale, som den forhåbentlig vil fortjener, men så skal den også være lige så god som "På kanten".